# 中原郵便局 (神奈川県)
中原郵便局（なかはらゆうびんきょく）は神奈川県川崎市中原区にある郵便局。民営化前の分類では集配普通郵便局であった。

## 概要
住所：〒211-8799 神奈川県川崎市中原区小杉町3-436

### 併設施設
- ゆうちょ銀行中原店（さいたま支店中原出張所）：取扱店番号020840

### 分室
- 東野川分室 - 住所：〒213-0029 神奈川県川崎市高津区東野川2-24-3

## 沿革
- 1903年（明治36年）12月10日 - 小杉郵便受取所として開設[2]。
- 1905年（明治38年）4月1日 - 小杉郵便局（三等）となる[2]。
- 1921年（大正10年）11月6日 - 中原郵便局に改称[1]。電信・電話の通話事務を開始[3]。
- 1943年（昭和18年）12月26日 - 川崎市市ノ坪から川崎市小杉町三丁目に移転[4]。
- 1957年（昭和32年）12月1日 - 電話通話および和文電報受付事務の取扱を開始[5]。
- 1994年（平成6年）7月1日 - 外国通貨の両替および旅行小切手の売買に関する業務取扱を開始。
- 2007年（平成19年）10月1日 - 民営化に伴い、併設された郵便事業中原支店、ゆうちょ銀行中原店に一部業務を移管。
- 2012年（平成24年）10月1日 - 日本郵便株式会社発足に伴い、郵便事業中原支店を中原郵便局に統合。

## 取扱内容

### 中原郵便局
- 郵便、印紙、ゆうパック、内容証明
- 生命保険、バイク自賠責保険、自動車保険、がん保険、引受条件緩和型医療保険
- 「211-00xx」区域（川崎市中原区の全域）の集配業務
- ゆうゆう窓口

### ゆうちょ銀行中原店
- 貯金、貸付、為替、振替、振込、国際送金、外貨両替、トラベラーズチェック、国債、投資信託、変額年金保険
- ATM

## 周辺
- イトーヨーカドー武蔵小杉店
- 川崎市中原区役所
- 中原警察署

## アクセス
- JR南武線、東急東横線・目黒線 武蔵小杉駅（南口）から徒歩約4分
- 川崎市バス、東急バス 東横線小杉駅停留所下車
- 駐車場なし